# Daisy (How I Met Your Mother)
Daisy (o traducido como "Margarita") es el vigésimo episodio de la novena temporada de la serie de televisión How I Met Your Mother, y el episodio número 204 de la serie en general.

## Reparto

### Personajes principales
- Josh Radnor como Ted Mosby.
- Jason Segel como Marshall Eriksen.
- Cobie Smulders como Robin Scherbatsky.
- Neil Patrick Harris como Barney Stinson.
- Alyson Hannigan como Lily Aldrin.
- Cristin Milioti como La Madre.

### Personajes recurrentes
- Tracey Ullman como Genevieve
- William Zabka como él mismo.
- Marshall Manesh como Ranjit.
- Kyle MacLachlan como El Capitán.
- Chris Elliott como Mickey Aldrin
- Suzie Plakson como Judy Eriksen
- Laura Bell Bundy como Becky

## Trama
A las 2 p. m. de un domingo, cuatro horas antes de la boda, Robin le pregunta a su madre como fue capaz de subirse a un avión a pesar de su terrible fobia. Genevieve le responde que supo mantenerse tranquila gracias a varios calmantes y al hecho de que la ataron al asiento con cinta aislante. Genevieve le pregunta a su hija más cosas sobre Barney y enseguida empieza a compararlo con su padre. Las descripciones que hace la madre de Robin sobre el Señor Scherbatsky son tan increíblemente similares a Barney que Robin empieza a entrar en pánico, temiendo el estar a punto de casarse con alguien como su padre.
Mientras tanto, Marshall discute su propuesta de trabajo como juez con Ted, Barney, Ranjit y Billy Zabka. Él admite que se siente culpable porque sabe la ilusión que tenía Lily por mudarse a Italia al mismo tiempo que se siente confuso por el cambio de opinión de ésta respecto a la mudanza. Este repentino cambio de opinión de Lily vino después de que abandonara el hotel de la boda durante una noche entera. Zabka dice que vio a Lily montarse en el coche de El Capitán después de salir de una pequeña tienda. Tras esto, los hombres deciden ir a la casa de El Capitán para enfrentarse a él y allí descubren que está comprometido con la antigua compañera de trabajo de Robin, Becky. El Capitán insiste que nada pasó entre él y Lily y que solo entró en la casa para usar el tocador. Ted, usando su afición como detective, le pide al Capitán que traiga la margarita que tiene en el tocador y se dispone a descubrir lo que pasó la noche que Lily desapareció, remontándose al principio de su fin de semana. La teoría de Ted es que la larga ausencia de Marshall incitó a Lily a empezar a fumar otra vez, teniendo que mantenerlo en secreto. La intensa pelea que tuvieron sobre la mudanza y el futuro de la relación hizo a Lily quererse fumar su último cigarrillo y como no tenía dónde hacerlo sin ser vista se fue con El Capitán y escondió la colilla en el tiesto de la margarita que había en la ventana del tocador. Satisfecho con su resolución detectivesca, mete la mano en el tiesto de la flor convencido de que va a sacar una colilla, pero en vez de eso se encuentra con un test de embarazo positivo. Se descubre así como a lo largo del fin de semana todas las bebidas de Lily han sido sin alcohol debido a que sospechaba su posible embarazo después de haberse pasado todo el viaje en tren vomitando. Cuando los hombres vuelven a Farhampton Inn (lugar donde se está preparando la boda) Marshall busca a Lily para decirle que sabe lo del embarazo y apoyar la mudanza a Italia para que ella pueda cumplir su sueño. Al mismo tiempo Barney conoce a su futura suegra a quien alegremente abraza. Genevieve se lleva a Robin al balcón e intenta darle consejos para relajarla antes de su gran día, asegurándola que Barney no es nada como su padre.
Hay un flashfoward al final del capítulo donde se muestra a Lily y a Marshall un año después en Roma discutiendo sobre unas galletas. Al final deciden salir todos a por un helado: Marshall, Lily, su hijo Marvin, la madre de Marshall y el padre de Lily y se descubre que su segundo hija se llama Daisy.

## Escena eliminada
Una escena cortada de este episodio explica de dónde proviene la piña, uno de los gags de la serie desde «The Pineapple Incident». La escena fue publicada en línea por BuzzFeed. En el clip, el Capitán tiene una piña en su porche, y explica al grupo que practica la tradición de poner una en el exterior como un «símbolo de hospitalidad». Esto lleva a Ted a recordar robar una piña idéntica de la casa del Capitán en Nueva York cuando estaba muy borracho.

## Blog de Barney
Barney escribe una queja sobre la agencia de detectives Mosby Boys con el Better Business Broreau.